# Дэтянь
Дэтянь (кит. трад. 板約瀑布, 德天瀑布, пиньинь Détiān pùbù, Bǎnyuē pùbù, палл. Дэтянь пубу, Баньюэ пубу; тхак Банзёк (вьет. Thác Bản Giốc)), известный во Вьетнаме как Банзёк, — это два 30-метровых водопада на границе двух государств, Китая и Вьетнама. Во время половодья они сливаются в один.

## Демаркация
Дорога, проходящая по верху водопада, ведёт к камню, на котором по-китайски и по-французски обозначена граница между Вьетнамом и Китаем; предположительно установлена на границе между французским колониальным владением и цинскими землями В 1979 году, во время Китайско-вьетнамской войны, окрестности водопада стали одним из основных мест дислокации китайских войск из-за близости к вьетнамской границе. Длительные споры относительно демаркации границы на этом месте были урегулированы между Китаем и Вьетнамом в 1999 году, а переговоры по более мелким вопросам велись вплоть до 2009 года. С древних времён ущелье Хыунги разделяло Китай и Вьетнам.
Во Вьетнаме водопад считается состоящим из двух: главного (thác chính, тхак тинь) и побочного (thác phụ).

## География и туризм
Дэтянь расположен на китайско-вьетнамской границе: с китайской стороны — среди карстовых холмов города Чунцзо в Гуанси-Чжуанском автономном районе, с вьетнамской стороны — в провинции Каобанг, в 272 км к северу от Ханоя. Дэтянь питает река Куайшон, и суммарно ширина трёх уровней достигает 200 метров; глубина водопада — более 120 метров.
Дэтянь — самый крупный естественный водопад Юго-Восточной Азии, он является популярной туристической достопримечательностью. В низовьях водопада находится большое озеро, вокруг которого размещены объекты туристической инфраструктуры: смотровые площадки, кафе и рестораны, сувенирные магазины и гостиницы, окна которых выходят на водопад. Туристам предлагается поплавать в низовьях водопада на бамбуковом плоте. Наиболее удачным для посещения водопада считается время с ноября по апрель, когда уровень воды максимален.
Рядом с водопадом находится труднодоступное ущелье Тунлин (кит. 通灵峡), в которое можно попасть только через пещеру из соседнего ущелья. Оно было открыто современными исследователями совсем недавно, благодаря чему в нём сохранилось множество животных и растений, эндемичных для этой местности. В прошлом ущелье служило укрытием местным бандитам, в скалах иногда обнаруживают их тайники.
В районе водопада находится множество других привлекательных мест: зелёный лес, покрывающий горы, каменный лес Лэйпинь, лес водных камней, карстовые пещеры.